# Kronik
A Kronik a kanadai Voivod együttes 1998-ban megjelent tizenegyedik nagylemeze, amely korábban ki nem adott számokat tartalmaz. Mindegyik dal valamilyen módon az Eric Forrest fémjelezte korszakhoz köthető (a koncertfelvételeken is Forrest énekel). A "session" dalok korábban csak limitált példányszámú kiadványokon szerepeltek bónuszként.

## Az album dalai
1. Forlorn (Remix) – 6:55
2. Nanoman (Remix) – 5:27
3. Mercury (Remix) – 5:50
4. Vortex (Negatron session) – 4:39
5. Drift (Negatron session) – 5:36
6. Erosion (Negatron session) – 4:31
7. Ion (Phobos session) – 4:31
8. Project X (Live in Berlin '95) – 4:45
9. Cosmic Conspiracy (Live in Berlin '95) – 7:30
10. Astronomy Domine (Live in Berlin '95) – 5:47
11. Nuclear War (Live in Berlin '95) – 5:03

## Zenekar
- Eric Forrest – ének, basszusgitár
- Denis D'Amour – gitár, effektek
- Michel Langevin – dobok

## Külső hivatkozások
- Voivod.NET